# Lourenço Filho
Manuel Bergström Lourenço-Filho. (Porto Ferreira, Brasil 10 de març de 1897 – 3 d'agost de 1970, Rio de Janeiro, Brasil) va ésser un pedagog brasiler
Entre 1922 i 1924 tingué un paper important en la reforma de l'ensenyament primari de l'estat brasiler de Ceará.
Entre 1930-1931 organitzà l'ensenyament normal i professional a São Paulo. A partir del 1932 dirigí l'Institut d'Educació (Escola Superior de Pedagogia) de Rio de Janeiro.
Treballà també en alfabetització d'adults en programes promoguts per l'OEA i la UNESCO.
És un dels grans divulgadors teòrics del moviment de l'escola nova.